# Franz Burchard Dörbeck
Franz Burchard Dörbeck (21 février 1799 à Viljandi, Gouvernement de Livonie, aujourd'hui Estonie ; mort dans la même ville le 2 octobre 1835) est un artiste peintre, graveur et caricaturiste germano-balte.

## Biographie
De 1814 à 1816, Franz Burchard Dörbeck étudia la gravure à Saint-Pétersbourg avec Fritz Neyer. Après la mort de sa première femme, il déménagea à Riga où, à partir de 1820, il fut un peintre portraitiste. En 1823, il partit pour Berlin où il fut illustrateur et graphiste, devenant célèbre pour les caricatures qu'il publiait dans les journaux.
Dans les années 1960, son nom a été donné à une rue de l'arrondissement de Spandau, à Berlin.
En Estonie, Franz Burchard Dörbeck est connu comme l'auteur du seul portrait qui subsiste de Kristjan Jaak Peterson, considéré comme l'un des fondateurs de la langue et de la poésie estonienne moderne.

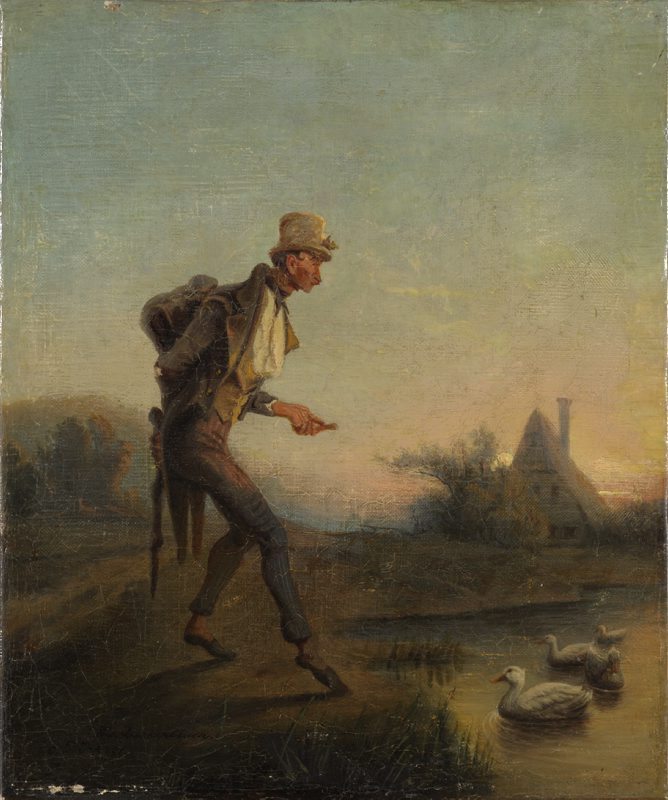
Maiusroog (n. d.), peinture à l'huile (Musée d'Art d'Estonie).
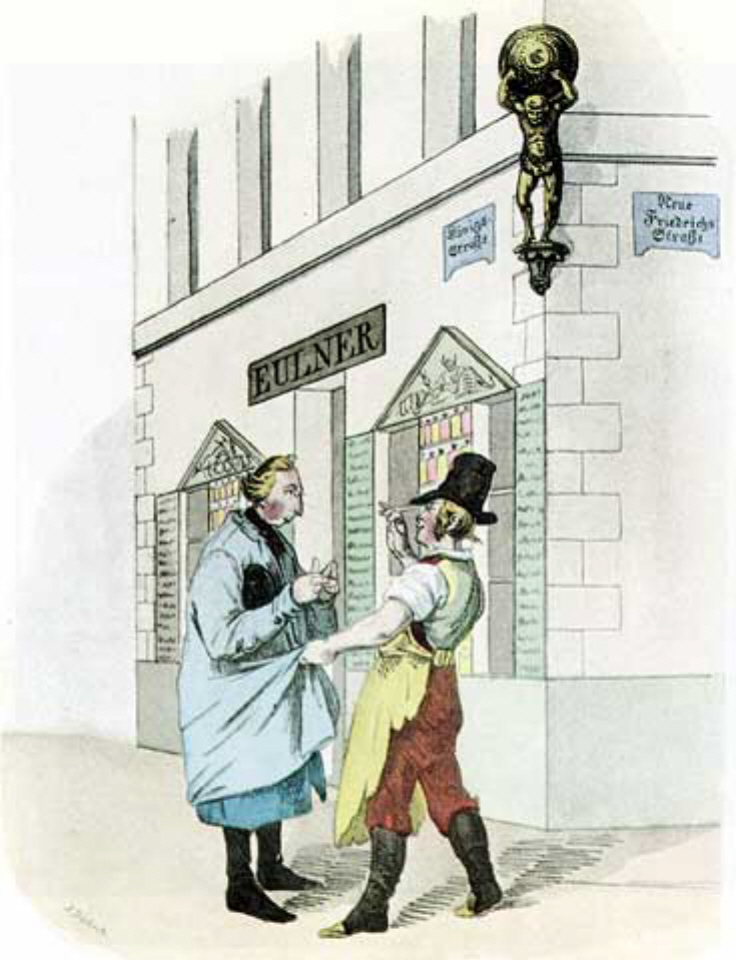
Caricature de Franz Burchard Dörbeck parue en 1830[4].
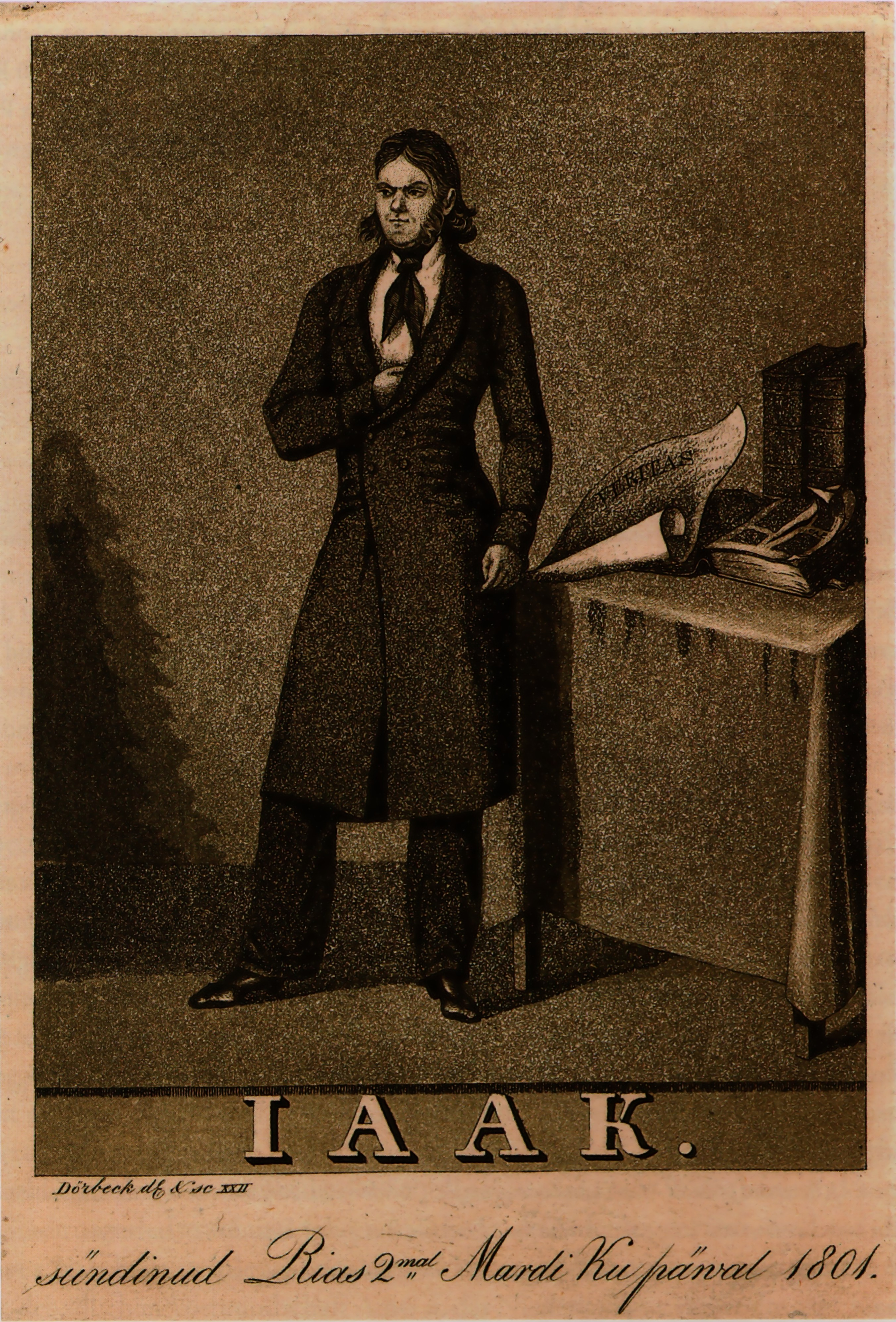
Portrait de Kristjan Jaak Peterson gravé par Franz Burchard Dörbeck.